# Mats Wieffer
Mats Wieffer (Borne, 16 novembre 1999) è un calciatore olandese, centrocampista del Brighton e della nazionale olandese.

## Carriera

### Club
Cresciuto nel settore giovanile del Twente, debutta in prima squadra il 30 ottobre 2018, disputando l'incontro della KNVB beker vinto per 4-2 contro il Noordwijk. L'8 marzo 2019 esordisce anche in Eerste Divisie, in occasione dell'incontro vinto per 0-2 contro l'TOP Oss. Poco utilizzato dalla squadra di Enschede, il 30 giugno 2020 viene acquistato dall'Excelsior, con cui firma un contratto triennale; in due stagioni totalizza 77 presenze e 6 reti.
Il 23 giugno 2022 firma un contratto valido fino al 2026 con il Feyenoord. L'8 settembre seguente ha esordito con i biancorossi, disputando l'incontro della fase a gironi di Europa League perso per 4-2 contro la Lazio. Tre giorni dopo ha anche esordito in Eredivisie, nell'incontro vinto per 3-0 contro lo Sparta Rotterdam.
Il 5 luglio 2024 viene acquistato dal Brighton.

### Nazionale
Nel marzo del 2023, è stato convocato per la prima volta con la nazionale maggiore olandese, in vista delle partite di qualificazione al campionato europeo del 2024 contro Francia e Gibilterra, esordendo nel successo per 3-0 contro i gibilterrini. Sempre contro Gibilterra, il 21 novembre del medesimo anno, realizza il suo primo gol per gli oranje.

## Statistiche

### Presenze e reti nei club
Statistiche aggiornate al 23 luglio 2025.
| Stagione         | Squadra          | Campionato       | Campionato | Campionato | Coppe nazionali | Coppe nazionali | Coppe nazionali | Coppe continentali | Coppe continentali | Coppe continentali | Altre coppe | Altre coppe | Altre coppe | Totale | Totale |
| Stagione         | Squadra          | Comp             | Pres       | Reti       | Comp            | Pres            | Reti            | Comp               | Pres               | Reti               | Comp        | Pres        | Reti        | Pres   | Reti   |
| ---------------- | ---------------- | ---------------- | ---------- | ---------- | --------------- | --------------- | --------------- | ------------------ | ------------------ | ------------------ | ----------- | ----------- | ----------- | ------ | ------ |
| 2018-2019        | Twente           | 1D               | 1          | 0          | CO              | 1               | 0               |                    | -                  | -                  |             | -           | -           | 2      | 0      |
| 2019-2020        | Twente           | ED               | 0          | 0          | CO              | 0               | 0               |                    | -                  | -                  |             | -           | -           | 0      | 0      |
| Totale Twente    | Totale Twente    | Totale Twente    | 1          | 0          |                 | 1               | 0               |                    | -                  | -                  |             | -           | -           | 2      | 0      |
| 2020-2021        | Excelsior        | 1D               | 31         | 1          | CO              | 4               | 0               |                    | -                  | -                  |             | -           | -           | 35     | 1      |
| 2021-2022        | Excelsior        | 1D               | 34+6       | 4+1        | CO              | 2               | 0               |                    | -                  | -                  |             | -           | -           | 42     | 5      |
| Totale Excelsior | Totale Excelsior | Totale Excelsior | 65+6       | 5+1        |                 | 6               | 0               |                    | -                  | -                  |             | -           | -           | 77     | 6      |
| 2022-2023        | Feyenoord        | ED               | 25         | 1          | CO              | 4               | 1               | UEL                | 8                  | 1                  |             | -           | -           | 37     | 3      |
| 2023-2024        | Feyenoord        | ED               | 29         | 5          | CO              | 4               | 0               | UCL+UEL            | 6+2                | 1+0                | SO          | 1           | 0           | 42     | 6      |
| Totale Feyenoord | Totale Feyenoord | Totale Feyenoord | 54         | 6          |                 | 8               | 1               |                    | 16                 | 2                  |             | 1           | 0           | 79     | 9      |
| 2024-2025        | Brighton         | PL               | 25         | 1          | FACup+CdL       | 1+2             | 0+0             | -                  | -                  | -                  | -           | -           | -           | 28     | 1      |
| Totale carriera  | Totale carriera  | Totale carriera  | 151        | 13         |                 | 18              | 1               |                    | 16                 | 2                  |             | 1           | 0           | 186    | 16     |

### Cronologia presenze e reti in nazionale
| Cronologia completa delle presenze e delle reti in nazionale ― Paesi Bassi | Cronologia completa delle presenze e delle reti in nazionale ― Paesi Bassi | Cronologia completa delle presenze e delle reti in nazionale ― Paesi Bassi | Cronologia completa delle presenze e delle reti in nazionale ― Paesi Bassi | Cronologia completa delle presenze e delle reti in nazionale ― Paesi Bassi | Cronologia completa delle presenze e delle reti in nazionale ― Paesi Bassi | Cronologia completa delle presenze e delle reti in nazionale ― Paesi Bassi | Cronologia completa delle presenze e delle reti in nazionale ― Paesi Bassi |
| Data                                                                       | Città                                                                      | In casa                                                                    | Risultato                                                                  | Ospiti                                                                     | Competizione                                                               | Reti                                                                       | Note                                                                       |
| -------------------------------------------------------------------------- | -------------------------------------------------------------------------- | -------------------------------------------------------------------------- | -------------------------------------------------------------------------- | -------------------------------------------------------------------------- | -------------------------------------------------------------------------- | -------------------------------------------------------------------------- | -------------------------------------------------------------------------- |
| 27-3-2023                                                                  | Rotterdam                                                                  | Paesi Bassi                                                                | 3 – 0                                                                      | Gibilterra                                                                 | Qual. Euro 2024                                                            | -                                                                          | 63’                                                                        |
| 14-6-2023                                                                  | Rotterdam                                                                  | Paesi Bassi                                                                | 2 – 4 dts                                                                  | Croazia                                                                    | UEFA Nations League 2022-2023 - Semifinale                                 | -                                                                          | 75’                                                                        |
| 18-6-2023                                                                  | Enschede                                                                   | Paesi Bassi                                                                | 2 – 3                                                                      | Italia                                                                     | UEFA Nations League 2022-2023 - Finale 3º posto                            | -                                                                          | 76’                                                                        |
| 10-9-2023                                                                  | Dublino                                                                    | Irlanda                                                                    | 1 – 2                                                                      | Paesi Bassi                                                                | Qual. Euro 2024                                                            | -                                                                          | 16’ 46’                                                                    |
| 13-10-2023                                                                 | Eindhoven                                                                  | Paesi Bassi                                                                | 1 – 2                                                                      | Francia                                                                    | Qual. Euro 2024                                                            | -                                                                          | 46’                                                                        |
| 16-10-2023                                                                 | Atene                                                                      | Grecia                                                                     | 0 – 1                                                                      | Paesi Bassi                                                                | Qual. Euro 2024                                                            | -                                                                          | 81’                                                                        |
| 21-11-2023                                                                 | Faro                                                                       | Gibilterra                                                                 | 0 – 6                                                                      | Paesi Bassi                                                                | Qual. Euro 2024                                                            | 1                                                                          |                                                                            |
| 22-3-2024                                                                  | Amsterdam                                                                  | Paesi Bassi                                                                | 4 – 0                                                                      | Scozia                                                                     | Amichevole                                                                 | -                                                                          | 62’                                                                        |
| 26-3-2024                                                                  | Francoforte sul Meno                                                       | Germania                                                                   | 2 – 1                                                                      | Paesi Bassi                                                                | Amichevole                                                                 | -                                                                          | 89’                                                                        |
| 14-10-2024                                                                 | Monaco di Baviera                                                          | Germania                                                                   | 1 – 0                                                                      | Paesi Bassi                                                                | UEFA Nations League 2024-2025 - 1º turno                                   | -                                                                          | 46’ 63’                                                                    |
| 16-11-2024                                                                 | Amsterdam                                                                  | Paesi Bassi                                                                | 4 – 0                                                                      | Ungheria                                                                   | UEFA Nations League 2024-2025 - 1º turno                                   | -                                                                          | 79’                                                                        |
| 19-11-2024                                                                 | Zenica                                                                     | Bosnia ed Erzegovina                                                       | 1 – 1                                                                      | Paesi Bassi                                                                | UEFA Nations League 2024-2025 - 1º turno                                   | -                                                                          |                                                                            |
| 20-3-2025                                                                  | Rotterdam                                                                  | Paesi Bassi                                                                | 2 – 2                                                                      | Spagna                                                                     | UEFA Nations League 2024-2025 - Quarti di finale                           | -                                                                          | 90+1’                                                                      |
| 10-6-2025                                                                  | Groninga                                                                   | Paesi Bassi                                                                | 8 – 0                                                                      | Malta                                                                      | Qual. Mondiali 2026                                                        | -                                                                          | 46’                                                                        |
| Totale                                                                     |                                                                            | Presenze                                                                   | 14                                                                         |                                                                            | Reti                                                                       | 1                                                                          |                                                                            |

## Palmarès

### Club

#### Competizioni nazionali
- Eerste Divisie: 1

Twente: 2018-2019
- Campionato olandese: 1

Feyenoord: 2022-2023
- Coppa dei Paesi Bassi: 1

Feyenoord: 2023-2024